# Grandate
Grandate là một đô thị ở tỉnh Como trong vùng Lombardia, có cự ly khoảng 35 kilômét (22 mi) về phía bắc của Milano và khoảng 4 kilômét (2 mi) về phía tây nam của Como. Tại thời điểm ngày 31 tháng 12 năm 2004, đô thị này có dân số 2.905 người và diện tích là 2,8 km².
Grandate giáp các đô thị: Casnate con Bernate, Como, Luisago, Montano Lucino, Villa Guardia.